# Lasiopodomys
Lasiopodomys  — рід нориць родини Щурові (Arvicolidae) — Брандтові нориці.
Розміри середні, довжина тіла до 148 мм. Очі більші, ніж у інших нориць, за винятком представників роду Eolagurus. Верхньогубні вібриси помірно розвинені, щічні відсутні. Вушні раковини маленькі, досить густо опушені. Довжина хвоста в середньому близько 1/5 довжини тіла; він помірно опушений, а його кінцеве волосся може утворювати рихлий пензлик. Характерна укорочена і широка кисть (ширше тільки у лемінгів) і подовжена ступня. На кисті третій палець по довжині приблизно дорівнює четвертому, на стопі — третій довший від інших, а четвертий приблизно дорівнює другому. Перший палець на кисті з маленьким гострим кігтиком, на решті кігті багато довші половини пальців, гострі, слабо вигнуті. Долонні поверхні голі, з великими мозолями в основі пальців, підошовні — покриті негустим волоссям. Забарвлення спини від світло піщано-сірого до темно-бурого, нерізко відмежоване на боках від світло палевого або темно-сірого забарвлення черевної поверхні. Сезонне линяння добре виражене тільки у одного виду.
Зуби без коренів, з рясними відкладеннями зовнішнього цементу, з добре диференційованою по товщині емаллю і розділеними (крім середньої пари на нижньому М3) петлями жувальної поверхні.
Будова кісток кінцівок не вивчена.
Викопні рештки виявляються з початку плейстоцену в Забайкаллі і Північному Китаї. Будова жувальної поверхні корінних вказує на зв'язок з найбільш архаїчними формами полівок вимерлого роду Allophajomys.
Поширення: Південне Забайкалля, Північна Монголія, Корея, Західна і Північно-Західний Китай.
Населяють степові та лучні місцеперебування на рівнинах, у передгір'ях і горах внутрішніх частин Азії, в Монголії піднімаються до висоти 3000 м н.р.м.

## Види
Рід включає 2 види. Відмінності між ними як в морфології, так і в способі життя не менші, ніж між підродами роду Microtus, і поділ описуваного роду на 2 підроди — Lasiopodomys s. str. і Lemmimicrotus Tokuda, 1941 навряд чи може викликати заперечення.
- Lasiopodomys brandtii (брандтова нориця) — пд. Сибір, Монголія, пн. Китай
- Lasiopodomys mandarinus (китайська нориця) — пд. Сибір, Монголія, Китай, Північна й Південна Кореї

Колишні члени роду:
- Stenocranius gregalis (вузькоголова нориця) — пн.-євр. Росія і Азія (Китай, Казахстан, Киргизстан, Монголія)
- Stenocranius raddei — Сибір, Монголія